# Забияка (эсминец)
«Забияка», с 31 декабря 1922 года — «Урицкий», с 6 марта 1951 года — «Реут» — эскадренный миноносец типа «Орфей» (первая серия эсминцев типа «Новик»). Построен по программе усиленного судостроения (т. н. большая судостроительная программа).

## История службы

### Служба в Российском Императорском Флоте
Зачислен в списки судов Балтийского флота 27 октября 1913 года. В ноябре 1913 заложен на стапеле Усть-Ижорской верфи Металлического завода. Спущен 23 октября 1914 года, вступил в строй 9 ноября 1915 год и вошёл в состав 1-го дивизиона минной дивизии.
Участвовал в Первой мировой войне. До конца 1915 года дважды выходил на минные постановки (3 и 24 декабря). Во время второго похода 24 декабря 1915 года в 5 милях от Маяка Дагерорт подорвался на плавающей мине, получил серьёзные повреждения (разрушена часть борта, днище, половина палубы кондукторского помещения. погибло 12 и ранено 9 человек) и 25 декабря поставлен на ремонт в Ревеле, занявший 9 месяцев. В ходе восстановительного ремонта снят кормовой торпедный аппарат и установлены ещё два 102-мм орудия. 22 августа 1916 года при переходе из бухты Монвик в Гельсингфорс потерпел навигационную аварию (касание грунта — отломан руль, конец правого вала с гребным винтом) и вновь встал на доковый ремонт, длившийся до середины 1917 года.
Действовал в Моонзундской операции. 1 октября участвовал в бою с немецкими эсминцами и линкором «Кайзер» на Кассарском плёсе (одно орудие выведено из строя и одно повреждено, 5 убитых и 4 раненых). После боя ушёл в Рогокюль. 25 октября 1917 года вошёл в состав Красного Балтийского флота, участвовал в революции и подавлении мятежа Краснова. 10-16 апреля 1918 года участвовал в Ледовом походе, в 1918 году числился в составе морских сил Невы и Ладожского озера, с октября 1918 года по декабрь 1919 находился на долговременном хранении. в октябре 1919 включён в систему внутренней обороны Петрограда.

### Служба между войнами
21 апреля 1921 года вошёл в состав Морских сил Балтийского моря, 23 июля 1923 — 3 сентября 1924 прошёл восстановительный ремонт. 31 октября 1925 года во время учений эсминец был протаранен неосторожно маневрировавшей в подводном положении подводной лодкой «Змея». Лодка смогла самостоятельно всплыть и была отправлена на ремонт.
26 октября 1927 — 2 сентября 1929 «Урицкий» прошёл капитальный ремонт. В 1933 в составе ЭОН-1 перешёл из Ленинграда на север, 9 октября 1933 вошёл в состав Северной военной флотилии (с 11 мая 1937 — Северный флот). С 15 октября 1938 по 10 марта 1941 проходил капитальный ремонт в Архангельске на судоремонтном заводе «Красная кузница».

### Финская и Великая Отечественная войны
Участвовал в Великой Отечественной войне. В его задачи входило огневое содействие войскам 14-й армии, защита внутренних и внешних морских сообщений, конвоирование судов с припасами. На начало войны организационно входил в состав 1-го отдельного дивизиона эсминцев Северного флота (кроме «Урицкого» в него входили ещё два «Новика»: «Валериан Куйбышев» и «Карл Либкнехт»). 5 июля 1941 года в Полярном получил повреждения от близких разрывов бомб (вышли из строя поворотные механизмы орудий № 3 и 4). 13 июля безуспешно пытался перехватить немецкие эсминцы, которые потопили сторожевые корабли «Пассат» и РТ-67 (совместно с «Валерианом Куйбышевым», «Громким», «Гремящим» и «Стремительным»). 10 августа встретил и сопроводил до Полярного британскую подводную лодку Trident. 14 августа выставил мины в губе Зубовская. В течение 25 августа совместно с «Куйбышевым» осуществлял охранение плавбазы «Мария Ульянова», буксируя его после попадания торпеды с U-571 и отражая налёты вражеской авиации. В начале октября обеспечивал боевую подготовку подводных лодок С-101, С-102, К-3 и К-22.
С 11 ноября 1941 по июнь 1942 находился в Архангельске и Молотовске на плановом ремонте на заводе № 402: установлены противоминная система ЛФТИ, ледовый пояс и усилено зенитное вооружение (добавлены два автомата 70-К). С 18 июня 1942 года на заводе «Красная Кузница» у корабля восстанавливали противоледовую защиту и нанесли камуфляжную окраску. Вечером 10 июля вышел на поиски остатков конвоя PQ-17. Кораблями — в отряд входили также «Валериан Куйбышев» и «Грозный» — был обследован район от м. Святой Нос до 72 параллели и от м. Канин Нос до Новой Земли. Только 22 июля после прохождения м. Канин Нос ими были обнаружены 5 британских и один советский транспорты, которые были отконвоированы до Соломбальского рейда. 18-19 сентября 1942 года был с составе эскорта конвоя PQ-18, защищая транспорты от атак немецкой авиации. С 29 сентября по 8 ноября стоял в ремонте на заводе «Красная Кузница». 20-24 ноября 1942 — операция по оказанию помощи эсминцу «Сокрушительный» (снято 11 моряков).
8-15 января 1943 года вновь стоял в ремонте по исправлению левого вала и ледовой обшивки. Тогда же была установлена ГАС «Дракон-128с». 8 марта совместно с «Куйбышевым» встречал подводные лодки С-55 и С-56, завершавшие переход с Тихого океана. В дальнейшем основной задачей эсминца становится охрана конвоев. 15-16 октября выходил на поиск вражеских подлодок в районе Карских ворот. С 26 ноября 1943 по 30 мая 1944 находился на текущем ремонте у плавмастерской в п. Дровяной. За время войны совершил 139 боевых походов и сбил 3 самолёта.

### Служба в послевоенный период
1 августа 1949 вошёл в состав 2-го дивизиона бригады эсминцев Северного флота. 22 декабря 1950 бригада эсминцев переформирована в 20-ю дивизию эсминцев Северного флота. Вошёл в состав 122-й бригады эсминцев. 8 января 1951 «Урицкий» исключен из боевого состава ВМФ и переклассифицирован в учебное судно. Затем под названием «Реут» вошёл в бригаду опытовых кораблей и принял участие в испытаниях ядерного оружия на Новой Земле. Эсминец располагался ближе всех к эпицентру (300 м). При подводном взрыве атомного заряда 21 сентября 1955 года камеры зафиксировали, что «Реут» «подпрыгнул» из воды и мгновенно затонул. Обследование водолазами показало, что корабль лежит на дне, разломившись на три части. 15 апреля 1956 исключен из списков судов ВМФ.
За время прохождения службы на эсминце побывали 20-29.08.1925 г. председатель РВС СССР М. В. Фрунзе. 21.07.1933 г. генеральный Секретарь И. В. Сталин и нарком обороны СССР К. Е. Ворошилов. 3.11.1941 г. — нарком ВМФ Н. Г. Кузнецов. 30.07.1943 г. — глава Военно-Морской миссии США в СССР контр-адмирал Д. Б. Дункан в сопровождении командующего Северным флотом вице-адмирала А. Г. Головко. 18.08.1946 г. — главнокомандующий ВМФ СССР Н. Г. Кузнецов в сопровождении А. Г. Головко.

## Командиры
- Капитан 2 ранга барон Косинский Алексей Михайлович (12 января 1915 года — 10 апреля 1917 года);
- Капитан 2 ранга Ромашев 2-й Михаил Николаевич (10 апреля 1917 года — 25 октября 1917 года);
- Старший лейтенант Завадовский В. В. (25 октября 1917 года — 16 ноября 1917 года);
- Балков Н. С. (с декабря 1918 года);
- Неупокоев Дмитрий Константинович (16 мая 1919 года — 15 марта 1920 года);
- Кедров Н. С. (назначен 19 февраля 1920 года);
- Попов Н. А. (с 5 марта 1920 года);
- Положнинцев И. А. (26 августа 1920 года — 28 января 1921 года);
- Синицын А. А. (28 января 1921 года — 24 марта 1921 года);
- Положников И. А. (24 марта 1921 — 24 апреля 1921 года);
- ВРИО Племянников В. И. (4 мая 1921 года);
- Верещагин Николай Васильевич (с 4 мая 1921 года);
- Милашкевич Н. Г. (6 января 1922 года — 1 июня 1922 года);
- Верещагин Николай Васильевич (21 мая 1922 года — 22 мая 1924 года);
- Пуаре Юлий Витальевич (4 июня 1924 — 3 марта 1925 года);
- Снежинский Владимир Аполлинариевич(с 25 августа 1925 года);
- Георгиади Иван Александрович (3 марта 1925 года — 22 сентября 1930 года);
- Мельников А. С. (конец 1930 — 9 июля 1933 года);
- Капитан 3 ранга Фокин Виталий Алексеевич (февраль 1934 года — июнь 1937 года);
- Капитан 3 ранга Иванов Михаил Герасимович (июнь 1937 года — март 1938 года);
- Капитан-лейтенант Крашенинников Ермил Михайлович (28 марта 1938 года — 13 августа 1939 года);
- Капитан 2 ранга Васильев Павел Николаевич (13 августа 1939 года — 4 ноября 1940 года);
- Старший лейтенант Максимов Сергей Николаевич (4 — 20 ноября 1940 года);
- Капитан 2 ранга Митрофанов Михаил Иванович (20 ноября 1940 года — 24 мая 1941 года);
- Капитан 3 ранга Кручинин Виктор Васильевич (24 мая 1941 года — 3 апреля 1943 года);
- Капитан 3 ранга Васильев Глеб Павлович (3 апреля 1943 года — 7 марта 1944 года);
- Капитан 3 ранга Любичев Михаил Зиновьевич (7 марта 1944 года — 6 сентября 1945 года)[1];
- Капитан 3 ранга Козин Григорий Яковлевич (октябрь 1945 года — 29 октября 1947 года);
- Капитан 3 ранга Лившиц Анатолий Львович (29 октября 1947 года — 11 декабря 1948 года);
- Капитан 3 ранга Микитенко Александр Герасимович (13 января 1949 года — 21 марта 1950 года);
- Капитан 3 ранга Горячкин Михаил Иванович (18 мая — 20 ноября 1950 года);
- Капитан-лейтенант Пожарский Г. Т. (23 ноября 1950 года — 5 июня 1953 года);
- Капитан 3 ранга Андреев Л. А. (15 июня 1953 года — 23 сентября 1955 года).

## Известные военнослужащие
- Александр Кондратьевич Гурло (унтер-офицер, был ранен);
- Левченко Гордей Иванович (артиллерийский унтер-офицер).